# Дуелла
Дуелла — старовинна одиниця ваги та маси:
1) давньо-римська вага — 1/3 унції.
2) старовинна французька аптекарська вага в 1/5 унції.
Секстула рівна 1/2 дуелли, силіква рівна 1/48 дуелли.